# Nematoscelis gracilis
Nematoscelis gracilis är en kräftdjursart som beskrevs av Hansen 1910. Nematoscelis gracilis ingår i släktet Nematoscelis och familjen lysräkor. Inga underarter finns listade i Catalogue of Life.